# Cantone di Valentigney
Il cantone di Valentigney è una divisione amministrativa francese dell'arrondissement di Montbéliard, situato nel dipartimento del Doubs nella regione della Borgogna-Franca Contea.
A seguito della riforma approvata con decreto del 25 febbraio 2014, che ha avuto attuazione dopo le elezioni dipartimentali del 2015, è passato da 3 a 15 comuni.

## Composizione
I 3 comuni facenti parte prima della riforma del 2014 erano:
- Mandeure
- Valentigney
- Voujeaucourt

Dal 2015 i comuni appartenenti al cantone sono i seguenti 15:
- Bourguignon
- Dambelin
- Écot
- Feule
- Goux-lès-Dambelin
- Mandeure
- Mathay
- Neuchâtel-Urtière
- Noirefontaine
- Pont-de-Roide
- Rémondans-Vaivre
- Solemont
- Valentigney
- Villars-sous-Dampjoux
- Voujeaucourt